# Тейкманис, Андрис
Андрис Тейкманис (латыш. Andris Teikmanis; 29 ноября 1959, Рига) — латвийский политик, юрист и дипломат. Окончил юридический факультет Латвийского университета, работал следователем, потом судьёй в Кировском районе Риги. 1990—1994 гг. — председатель Рижского городского совета, 1990—1993 гг. — депутат Верховного Совета. Мэр Риги (1992—1994). Был членом Народного фронта Латвии. 1994—1998 гг. — посол Латвийской Республики в Европейском совете; 1998—2002 гг Чрезвычайный и Полномочный Посол Латвийской Республики в Германии. С 2002 по 2005 год был заместителем государственного секретаря в МИД ЛР. А с апреля 2005 года назначен послом Латвии в России, с 2008 года государственным секретарём МИД, с 2013 года послом в Великобритании. Женат, имеет двоих детей. Командор Ордена Трёх звезд (2000). Награждён Крестом Признания II степени (2007). Командор португальского ордена Инфанта дона Энрике (2003). Награждён эстонским орденом Креста земли Марии 2 класса (2009).
Свободно владеет русским, английским, немецким и французским языками.